# Лејк Сити (Тексас)
Лејк Сити (енгл. Lake City) град је у америчкој савезној држави Тексас. По попису становништва из 2010. у њему је живело 509 становника.

## Демографија
Према попису становништва из 2010. у граду је живело 509 становника, што је 17 (3,2%) становника мање него 2000. године.
| Група             | 2000.       | 2010.       |
| Белци             | 360 (68,4%) | 320 (62,9%) |
| Афроамериканци    | 1 (0,2%)    | 1 (0,2%)    |
| Азијати           | 0 (0,0%)    | 0 (0,0%)    |
| Хиспаноамериканци | 162 (30,8%) | 183 (36,0%) |
| Укупно            | 526         | 509         |